# ريوتا إينوي
ريوتا إينوي (باليابانية: 井上 亮太) (26 أبريل 1990 في طوكيو في اليابان – )؛ هو لاعب كرة قدم سابق كان يلعب كحارس مرمى.

## وصلات خارجية
- ريوتا إينوي على موقع رابطة كرة القدم اليابانية للمحترفين (اليابانية)
- ريوتا إينوي على موقع Soccerway.com (الإنجليزية)